# Cryptaphis geranicola
Cryptaphis geranicola är en insektsart. Cryptaphis geranicola ingår i släktet Cryptaphis och familjen långrörsbladlöss. Inga underarter finns listade i Catalogue of Life.